# Daniel Gottlob Türk
Daniel Gottlob Türk (ur. 10 sierpnia 1750 w Claußnitz, zm. 26 sierpnia 1813 w Halle) – niemiecki kompozytor, organista i profesor muzyki okresu klasycystycznego.  

## Życiorys
Studiował grę na organach pod kierunkiem ojca, a później Johanna Adama Hillera. Jako uczeń Hillera łatwo uzyskał stanowisko na uniwersytecie w Halle. Türk opublikował traktat na temat roli organisty w Kościele. Skomponował menuety i 18 sonat. Jego najbardziej znaczącym wkładem do kanonu muzyki klasycznej jest Klavierschule.
W 1783 roku ożenił się z Johanną Dorotheą Raisin Schimmelpfennig, z którą miał dwoje dzieci. Był członkiem loży masońskiej. W 1813 Türk zachorował i zmarł na chorobę wątroby.